# 수도권 광역급행철도 A노선
수도권 광역급행철도 A노선(首都圈 廣域急行鐵道 A路線, GTX-A)은 경기도 파주시 운정중앙역과 경기도 화성시 동탄역을 이을 수도권 광역급행철도 노선이다.

## 노선 정보
- 노선명: 수도권광역급행철도에이선
- 노선번호: 327
- 노선 거리: 83.1km
- 운영 기관: SG레일, 지티엑스에이운영, SR
- 궤간: 1,435mm (표준궤)
- 통행방식: 좌측 통행
- 역 수: 9개
- 보안 장치: ATC, ATP
- 운행 차량: SG레일 A000호대 전동차

## 연혁
- 2009년 6월: 타당성 조사
- 2011년 4월 4일: 제2차 국가철도망구축계획 수립 및 고시
- 2011년 11월~2014년 2월 28일: 예비타당성 조사
- 2014년 6월~2016년 6월: 타당성 조사 및 기본계획 용역 시행
- 2016년 1월~2017년 4월: 민자적격성 조사
- 2016년 10월~2017년 11월: 파주연장선 예비타당성 조사
- 2017년 4월~12월: 시설사업 기본계획 수립
- 2017년 12월 29일: 민자사업지정 및 시설사업기본계획 고시[1]
- 2018년 5월 1일: 신한은행 컨소시엄인 SG레일 우선협상대상자 선정[2][3]
- 2018년 12월 12일: 민간투자사업심의위원회 통과[4]
- 2018년 12월 19일: 국토교통부에서 3기 신도시와 함께 수도권 광역교통망 개선대책 발표. 수도권 광역급행철도 A노선의 삼성~운정 구간을 2018년 12월 내로 착공하기로 함.[5]
- 2018년 12월 27일: 삼성~운정 구간 착공식[6]
- 2023년 11월 30일: GTX-A 공식 노선명 국민공모 결과 발표로 수도권광역급행철도에이로 선정되었다.[7]

### 삼성 ~ 동탄 구간
- 2008년 7월~2009년 8월: 수도권 고속철도 건설사업 예비타당성 조사
- 2009년 12월: 수도권 고속철도 기본계획 수립
- 2011년 12월~2014년 2월: 수도권 광역급행철도 예비타당성 조사
- 2013년 4월 4일: 제25차 철도산업위원회 안건 심의 가결
- 2013년 6월: 기본계획수립용역 착수
- 2013년 11월 15일: 동시시공분담협약 (국토교통부, 한국철도시설공단, LH)
- 2015년 3월 19일: 기본계획 고시
- 2015년 7월: 턴키공사 입찰공고
- 2016년 10월 6일: 2, 4공구 착공
- 2017년 3월 9일: 실시계획 승인[8]
- 2018년 6월 2일: 1, 3, 5공구 기본 및 실시설계 총사업비 승인
- 2018년 10월: 1, 3, 5공구 공사발주
- 2023년 8월 2~31일: 공식 노선명을 국민 대상으로 제정 추진[9]
- 2023년 12월 28일: 노선명 및 역명고시[10]
- 2024년 3월 30일 수서~동탄 구간 개통[11][12]
- 2024년 6월 29일: 구성역 개통

### 운정중앙 ~ 서울역 구간
- 2024년 6월 17일: 시운전
- 2024년 9월 27일: GTX-A(운정중앙 ~ 서울역) 국토교통부 고시[13]
- 2024년 12월 28일: 개통[14]

## 역 목록
미개통 구간은 기울임꼴로 표기함.
| 노선                | 역 번호 | 역명     | 로마자 역명    | 한자 역명        | 환승 | 역간 거리 | 영업 거리 | 소재지     | 소재지 | 역 좌표 |
| ------------------- | ------- | -------- | -------------- | ---------------- | --- | --------- | --------- | ---------- | ------ | ------- |
| 신설                | X101    | 운정중앙 | Unjeongjungang | 雲井中央         | | 0.6       | 0.6       | 경기도     | 파주시 |         |
| 신설                | X102    | 킨텍스   | KINTEX         | 韩国国际会展中心 | | 6.1       | 6.7       | 경기도     | 고양시 |         |
| 신설                | X103    | 대곡     | Daegok         | 大谷             | ● 수도권 전철 경의·중앙선 ● 수도권 전철 3호선 ● 수도권 전철 서해선 교외선                                               | 6.9       | 13.6      | 경기도     | 고양시 |         |
| 신설                | X104    | 창릉     | Changneung     | 昌陵             | 서울 경전철 서부선 (예정)                                                                                               |           |           | 경기도     | 고양시 |         |
| 신설                | X105    | 연신내   | Yeonsinnae     | 延新川           | ● 수도권 전철 3호선 ● 서울 지하철 6호선                                                                                 | 9.9       | 23.5      | 서울특별시 | 은평구 |         |
| 신설                | X106    | 서울역   | Seoul Station  | 首尔             | ● 수도권 전철 경의·중앙선 ● 수도권 전철 1호선 ● 수도권 전철 4호선 ● 인천국제공항철도 ● 수도권 광역급행철도 B노선 (예정) | 9.4       | 32.9      | 서울특별시 | 용산구 |         |
| 신설                | X107    | 삼성     | Samseong       | 三成             | ● 서울 지하철 2호선 ● 수도권 광역급행철도 C노선 (예정)                                                                  |           |           | 서울특별시 | 강남구 |         |
| 수서평택고속선 공유 | X108    | 수서     | Suseo          | 水西             | ● 수도권 전철 3호선 ● 수도권 전철 수인·분당선 ■ SRT                                                                     | 0.3       | 0.3       | 서울특별시 | 강남구 |         |
| 수서평택고속선 공유 | X109    | 성남     | Seongnam       | 城南             | ● 수도권 전철 경강선 | 10.7      | 11.0      | 경기도     | 성남시 |         |
| 수서평택고속선 공유 | X110    | 구성     | Guseong        | 駒城             | ● 수도권 전철 수인·분당선                                                                                               | 10.9      | 22.0      | 경기도     | 용인시 |         |
| 수서평택고속선 공유 | X111    | 동탄     | Dongtan        | 東灘             | ■ SRT | 11.1      | 33.1      | 경기도     | 화성시 |         |

## 논란
- 당초 예정됐던 노선은 킨텍스~동탄 구간이었다. 이에 일산서구 대화동 북쪽에 있는 파주시 운정신도시가 이 노선의 직접적인 수혜를 입지 못하게 되자, 해당 지역의 주민들이 노선 연장을 요구했다.[15] 결국 경기도에서는 연선 지자체의 의견을 수렴하여 2010년 하반기, 수도권 광역급행철도 A노선의 노선을 서쪽으로는 김포와 파주로, 남쪽으로는 평택으로 연장한 계획안의 연구용역을 진행하기도 했다.[16] 이와 별도로 파주시에서는 시 교통망 구축 차원에서 킨텍스~운정 간의 GTX 연장안의 타당성 조사를 시행하여 타당성이 높다는 결과를 얻었으며, 이를 토대로 경기도와 파주시는 2015년 11월 연장안 확정을 요구했으나 기획재정부와 국토교통부는 노선 연장은 타당성 조사를 다시 실시하여야 하므로 거부했다.[17] 2017년 12월 29일 고시된 기본계획에 파주 연장은 포함됐으나, 그 이외의 연장안은 포함되지 않았다.
- 삼성~운정 구간의 실시설계가 2018년 6월경 개시되어[3] 동년 11월 환경영향평가 초안이 제출됐다.[18] 제출된 초안 가운데 서울특별시 종로구와 은평구 경계에서 북한산국립공원 지하를 통과하는 구간이 있는데, 환경부에서는 해당 구간의 노선 대안을 검토하라는 의견을 냈다.[18] 일부 환경단체에서는 환경영향평가의 법정 검토 시한인 2019년 1월 18일까지 북한산을 우회하는 노선안을 계획하여 해당 안을 채택하라고 주장하고 있다.[19] 노선 변경이 이루어질 경우, GTX A노선과 선로를 공유한 신분당선 북부 연장의 상명대역(가칭)이 설치되지 못한다.[20]
- 킨텍스~운정 구간에서 GTX A노선이 파주시 다율동의 아파트 단지와 열병합발전소 인근의 지하를 통과하는데, 일부 주민들은 이를 아파트 건물과 발전소의 직하부를 지난다고 오해하여 노선을 변경할 것을 주장하고 있다.[21]
- 신분당선 북부 연장 구간은 2016년 6월, GTX-A노선과 노선을 공유하는 것으로 고시됐다.[22] 이와 관련하여 A노선의 우선협상대상자 선정 과정에서 현대건설 컨소시엄에서는 2018년 4월 시청역 추가 건설을 포함한 노선안을 제시하기도 했으나[23], 우선협상대상자로 신한은행 컨소시엄이 선정되어 시청역 설치는 무산됐다.[2]

## 같이 보기
- 수도권 광역급행철도